# Serrall de les Aubagues

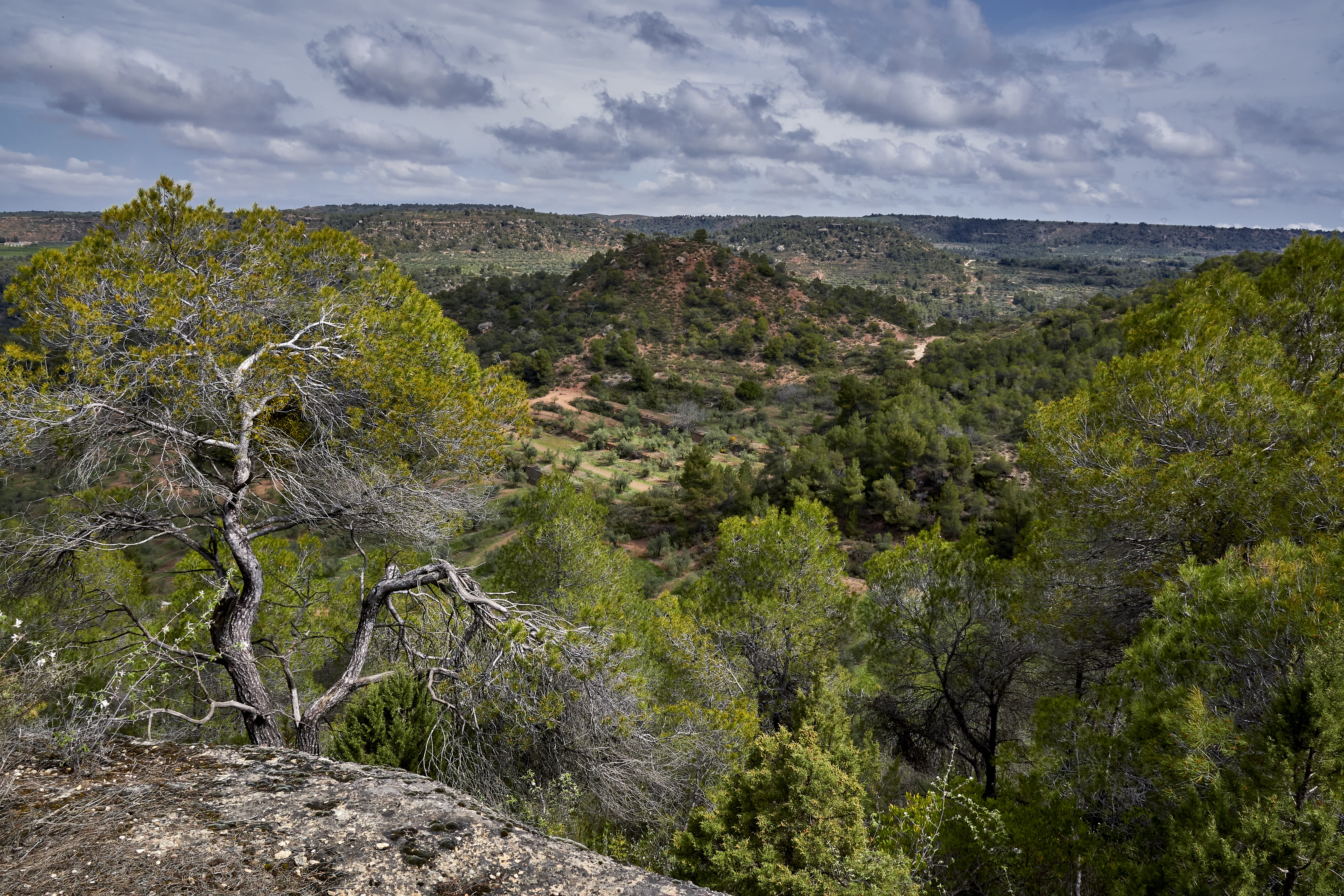
Serrall de les Aubagues entre Juncosa i Bellaguarda

El Serrall de les Aubagues és una serra situada al municipis de Bellaguarda, la Granadella, Juncosa i els Torms a la comarca de les Garrigues, amb una elevació màxima de 595 metres.